# ダグ・レノックス
ダグ・レノックス（Doug Lennox、本名：Douglas Joseph Lennox 、1938年1月21日 - 2015年11月28日）は、カナダの俳優。

## 来歴
1965年にラジオでキャリアをスタート。
俳優活動開始時は『ポリスアカデミー』や『X-MEN:ファイナル ディシジョン』などに出演していた。
2000年に公開された映画『きかんしゃトーマス 魔法の線路』では、悪役キャラクターの「P.T.ブーマー」として出演予定で撮影も行われたが、キャラクターの性格が子供には怖すぎるという試写時の批判を受け、完成した映画からは出番がほぼすべてカットされた（わずかに登場するシーンはあるがクレジット無し）。
彼の最後の俳優活動は、2009年の映画『Deadliest Sea』で飛行機のパイロットを演じた。
2015年11月18日、カナダのトロントで睡眠中に死去。77歳没。

## References
1. ↑  Staff (2015年12月2日). “Remembering Doug Lennox”. Northernstars.ca. 2015年12月4日閲覧。

## External links
- ダグ・レノックス - IMDb（英語）